# يوديد السكانديوم
يوديد السكانديوم هو مركب كيميائي لاعضوي صيغته ScI3، ويوجد على هيئة صلب أصفر.

## التحضير
يمكن ان يحضر هذا المركب من التفاعل المباشر بين عنصري السكانديوم واليود:
{\displaystyle \mathrm {2\ Sc+3\ I_{2}\longrightarrow 2\ ScI_{3}} }

## الخواص
يوجد المركب في الشروط القياسية على هيئة صلب أصفر، وهو قابل للاسترطاب.

## الاستخدامات
يضاف يوديد السكانديوم إلى مصباح بخار الزئبق، مما يساهم بأن يكون الطيف الصادر مشابهاً لطيف ضوء الشمس.